# London Lodge
London Lodge (deutsch: London Loge) war die Bezeichnung für eine englische Loge der Theosophischen Gesellschaft. Ihr vollständiger Name war London Lodge of the Theosophical Society, später umbenannt in The Eleusinian Society. Bis in die 1910er Jahre hatte sie eine herausragende Stellung innerhalb der theosophischen Organisation inne.

## Geschichte
Die London Lodge wurde am 27. Juni 1878 in London von Charles Carleton Massey (1838–1905) unter dem Namen British Theosophical Society of the Arya Samaj of Aryavart gegründet. Nach den inoffiziell, das heißt ohne Stiftungsurkunde der Muttergesellschaft ins Leben gerufenen TG-Logen in Liverpool sowie auf Korfu war es die erste offizielle Loge der Theosophischen Gesellschaft seit ihrer Gründung am 17. November 1875 in New York. Massey war zu ihrer Gründung durch eine bereits 1876 von Henry Steel Olcott, dem Präsidenten der Theosophischen Gesellschaft, ausgestellte Stiftungsurkunde ermächtigt worden.
Die neue Gesellschaft, meist nur British Theosophical Society bzw. British TS abgekürzt, führte in ihrem Namen den Zusatz Arya Samaj deshalb, da die Theosophische Gesellschaft sich am 22. Mai 1878 mit der hinduistischen Reformbewegung Arya Samaj vereinigt hatte. Der neuen Organisation angepasst, wurde auch der Name der Theosophischen Gesellschaft auf Theosophical Society of the Arya Samaj geändert. Geplant war, dass alle folgenden Logen ebenfalls den Zusatz Arya Samaj in ihrem Namen führen sollten, tatsächlich geschah das aber nur in diesem Fall. Nachdem es im März 1882 zur endgültigen Trennung des Arya Samaj und der Theosophischen Gesellschaft gekommen war, wurde nun der ursprünglich abgekürzte Name British Theosophical Society verwendet. 

Am 3. Juni 1883 kam es zu einer neuerlichen Namensänderung auf London Lodge of the Theosophical Society, meist London Lodge TS oder einfach London Lodge genannt. Am 20. Februar 1909 gab es eine vorübergehende Trennung von der nunmehrigen Theosophischen Gesellschaft Adyar (Adyar-TG), die nun eigenständige Gesellschaft nannte sich The Eleusinian Society. Frühjahr 1911 folgte die Wiedervereinigung mit den Theosophen unter dem früheren Namen London Lodge.
Die Ziele der Organisation waren:
1. Erforschung der Natur und Energie von Seele und Geist des Menschen durch Untersuchung und Experiment.
2. Die Summe der menschlichen Gesundheit, der Tugend, des Wissens, der Klugheit und des Glückes zu erhöhen.
3. Die Mitglieder versprechen, sich um all das mit ganzer Kraft zu bemühen und ein Leben in Mäßigkeit, Reinheit und brüderlicher Liebe zu führen. Sie glauben an eine große erste intelligente Ursache und an die göttliche Kindschaft des Geistes des Menschen und daraus folgend an die Unsterblichkeit dieses Geistes und die universelle Brüderschaft der menschlichen Rasse.
4. Die Gesellschaft steht in Verbindung und Sympathie mit dem Arya Samaj of Aryavart, dessen Ziel es ist, durch eine wahrhaftig spirituelle Ausbildung, die Menschheit aus den vorherrschenden degenerierten, götzendienerischen und unreinen Formen der Anbetung heraus zu erheben.

In Punkt 3 dieser von Charles Carleton Massey formulierten Aufzählung befand sich die für eine Theosophische Gesellschaft bis dahin völlig neue Formulierung der Brüderschaft (engl. brotherhood) bzw. universellen Brüderschaft, ein direkter Ausfluss des Kontaktes mit dem Arya Samaj. Dieser Ausdruck wurde von Henry Steel Olcott aufgegriffen und in die dahingehend geänderte Zielsetzung für die gesamte Theosophische Gesellschaft verwendet. Diese Weichenstellung war ein wichtiger Türöffner für die Theosophische Gesellschaft im hinduistischen Indien, und im buddhistischen Sri Lanka und ebnete die theosophische Verbreitung über die ganze Welt. 
Erster Präsident der damaligen British TS war vom 27. Juni 1878 bis 6. Januar 1883 Charles Carleton Massey. Nachfolgerin wurde am 7. Januar 1883 Anna Kingsford. Unter ihrer Führung erfolgte am 3. Juni 1883 die Umbenennung London Lodge. Kingsford suchte eine von westlicher Mysterientradition geprägte theosophische Sichtweise zu vermitteln. Im April/Mai 1883 trat Alfred Percy Sinnett der London Lodge bei und polarisierte in Kürze das Geschehen in der Loge durch seine auf die Meister der Weisheit zentrierten Anschauungen. Im Herbst 1883 spaltete sich die London Lodge in zwei konkurrierende Lager, einerseits die Anhänger Sinnetts, ganz dem neuen theosophischen Kult um die tibetanischen "Meister" zugetan. Andererseits sympathisierte ein kleinerer Teil weiterhin mit Kingsfords in der europäischen Geschichte wurzelnden Überzeugungen. Die Streitigkeiten führten Anfang April 1884 zu einer Neuwahl. Als Kompromisskandidat wurde Gerard B. Finch zum neuen Präsidenten gewählt. Sinnett, als Kontaktperson zu den "Meistern", blieb die wichtigste Person innerhalb der London Lodge. In theosophischen Kreisen war dementsprechend oft von "Sinnetts London Lodge" die Rede. In den 1880er Jahren wurde Sinnett Präsident.
14 Mitglieder der London Lodge gründeten am 19. Mai 1887 die Blavatsky Lodge, die zweite offizielle theosophische Loge in England und die dritte in Europa, nach der Loge Germania in Deutschland. Im Dezember 1888 kam es durch Henry Steel Olcott zur Gründung einer eigenen britischen Sektion der Theosophischen Gesellschaft, der British Section of the Theosophical Society, in dieser wurden sämtliche Logen in Großbritannien zusammengefasst. Die London Lodge blieb jedoch außerhalb der britischen Sektion autonom. Als Helena Blavatsky 1890 eine europäische Sektion, die European Section of the Theosophical Society ins Leben rief, war die London Lodge bloß nominell deren Mitglied. Bei der Spaltung der Theosophischen Gesellschaft infolge der Judge Case 1895, folgte die London Lodge der Theosophischen Gesellschaft Adyar (Adyar-TG).
Charles Webster Leadbeater war am 21. November 1883 Mitglied der London Lodge geworden und damit der Theosophischen Gesellschaft beigetreten. Am 16. Mai 1906 schloss der Rat der britischen Sektion Leadbeater wegen angeblicher homosexueller Beziehungen zu seinen Schülern aus der Adyar-TG aus. Nachdem Annie Besant im Juni 1907 neue Präsidentin der Adyar-TG geworden war, setzte sie die Wiederaufnahme Leadbeaters durch. Das führte unter anderem auch in der London Lodge zu Unstimmigkeiten und am 20. Februar 1909 zum Austritt aus der Adyar-TG. Die nun unabhängige Organisation nannte sich The Eleusinian Society. Im Frühjahr 1911 folgte, unter einem Sonderstatus der weitgehende Unabhängigkeit garantierte, die Wiedervereinigung mit der Adyar-TG unter dem früheren Namen London Lodge. 
Die besondere Bedeutung der London Lodge innerhalb der Theosophischen Gesellschaft und später Adyar-TG, resultierte vorrangig aus dem Umstand, überhaupt die erste offizielle theosophische Loge gewesen zu sein. Die Verbreitung der theosophischen Lehre in Europa nahm hier ihren Anfang, mehrere Logengründungen in weiteren europäischen Ländern erfolgten durch Mitglieder der London Lodge. Die Mitglied- bzw. spätere Präsidentschaft Alfred Percy Sinnetts war ein weiterer wesentlicher Punkt. Sinnetts Bücher über die Meister der Weisheit gehörten seit ihrem jeweiligen Erscheinen ab 1881 zum Kanon der theosophischen Literatur und ihr Autor demgemäß zu den wichtigsten Repräsentanten der theosophischen Idee. Entsprechend ihrem Sonderstatus, führte Sinnett die London Lodge weitgehend autonom und ging im Lehrplan eigene Wege, die manchmal völlig konträr zu den Ansichten der Muttergesellschaft waren. Zeitweise stand die London Lodge unter Sinnett in offenem Konflikt mit Blavatsky und Olcott. Auch dieser Faktor hob die London Lodge gegenüber anderen theosophischen Logen ab. 
Etwa ab Mitte der 1910er Jahre reißen die Informationen über die London Lodge ab, es ist unklar, ob und in welcher Form die Loge weiter existierte.